# Ера на местните военачалници
Ерата на местните военачалници (на китайски: 軍閥時代) е период от историята на Република Китай, след 1916 година, през който фактическият контрол над страната е разпределен между бивши военачалници от Бейянската армия и други регионални фракции.
Периодът започва със смъртта на Юен Шъкай, който управлява като диктатор в годините след Синхайската революция. Създаденото от него правителство не успява да удържи контрола над страната, оспорван от редица местни военачалници, както и от правителството на Гоминдана на Сун Ятсен.
Ерата на местните военачалници е поредица от военни конфликти между различните фракции, кулминация на които е Джунюенската война, в която участват над 1 милион войници. В края на 20-те правителството на Гоминдана, водено от Чан Кайшъ, успява да се наложи в цялата страна, но някои от местните военачалници запазват влиянието си и през следващите години, създавайки проблеми на централното правителство по време на Втората китайско-японска война и на Гражданската война.